# Список умерших в 1960 году
В этой статье представлен список известных людей, умерших в 1960 году.
- См. также: Категория:Умершие в 1960 году

## Январь
- 1 января — Джанни Франчолини (49) — итальянский режиссёр.
- 2 января — Фридрих Адлер (80) — австрийский социалистический политик и революционер, редактор, представитель австромарксизма.
- 4 января — Карл Гайлис (71) — латвийский советский революционер, государственный деятель.
- 4 января — Альбер Камю (46) — французский писатель и философ, представитель экзистенциализма, лауреат Нобелевской премии по литературе за 1957 год; автокатастрофа.
- 5 января — Павел Паренаго (53) — советский астроном.
- 7 января — Иван Бардин (76) — выдающийся советский металлург.
- 7 января — Доротея Ламберт-Чамберс (81) — британская теннисистка, семикратная чемпионка Уимблдонского турнира в одиночном разряде, победительница Олимпийских игр 1908 года в Лондоне.
- 10 января — Мелхиседек III (87) — епископ Грузинской православной церкви, Католикос-Патриарх всея Грузии.
- 11 января — Сергей Рубинштейн (70) — советский психолог и философ.
- 12 января — Невил Шют (60) — английский писатель и авиаинженер.
- 15 января — Степан Ананьин (55) — Герой Советского Союза.
- 18 января — Хлебников, Евгений Леонидович (54) — советский инженер, мостостроитель, лауреат Сталинской премии.
- 19 января — Уильм Коулз — британский легкоатлет, чемпион летних Олимпийских игр 1908.
- 22 января — Михаил Маслов — Герой Советского Союза.
- 24 января — Фёдор Бровко (55) — советский государственный и партийный деятель, председатель Президиума Верховного Совета Молдавской ССР (1940—1951).
- 24 января — Михаил Малинин (60) — советский военачальник, генерал армии. Герой Советского Союза.
- 25 января — Дайана Бэрримор (38) — американская актриса театра и кино, писательница.
- 25 января — Христофор Кушнарёв (69) — советский композитор, музыковед, педагог, профессор Ленинградской консерватории.
- 25 января — Павел Полевой (44) — Герой Советского Союза.
- 25 января — Гавриил Тихов (84) — русский (советский) астроном, член-корреспондент АН СССР и академик АН Казахской ССР.
- 27 января — Артем Солодышев (49) — сержант, участник Великой Отечественной войны, Герой Советского Союза.
- 29 января — Михаил Завадовский (59) — участник Великой Отечественной войны, Герой Советского Союза.

## Февраль
- 1 февраля — Анатолий Моцный (37) — старший лейтенант Рабоче-крестьянской Красной Армии, участник Великой Отечественной войны, Герой Советского Союза.
- 4 февраля — Иван Авчухов (43) — Полный кавалер Ордена Славы.
- 7 февраля — Игорь Курчатов (57) — выдающийся советский физик, «отец» советской атомной бомбы.
- 8 февраля — Эдуард Херманн (72) — российский и эстонский легкоатлет, выступавший в спортивной ходьбе, боксёр.
- 9 февраля — Александр Бенуа (89) — русский художник, историк искусства, художественный критик, один из основателей объединения «Мир Искусства»; сын архитектора Николая Бенуа.
- 9 февраля — Эрнст Донаньи (82) — венгерский композитор, пианист и дирижер.
- 10 февраля — Алоизие Степинац (61) — архиепископ Загреба, кардинал, причисленный Католической церковью к лику блаженных.
- 12 февраля — Иван Воронин (71) — советский государственный и партийный деятель, председатель Исполнительного комитета Владимирского губернского Совета (1924—1926).
- 12 февраля — Оскар фон Бенекендорф унд фон Гинденбург (77) — немецкий государственный и военный деятель. Сын Пауля фон Гинденбурга. Генерал-лейтенант.
- 12 февраля — Фёдор Потушняк (49) — русинский и украинский писатель Закарпатского края, философ, этнограф, краевед, археолог.
- 15 февраля — Владимир Вертипорох — советский разведчик
- 13 февраля — Индрикис Леманис (56) — латышский советский писатель и журналист.
- 14 февраля — Григорий Штонда (58) — Герой Советского Союза.
- 16 февраля — Илья Андрейко (41) — Герой Советского Союза.
- 16 февраля — Всеволод Цинзерлинг (68) — советский учёный-патоморфолог, член-корреспондент АМН СССР.
- 17 февраля — Вильхо Ненонен (76) — финский военный и государственный деятель.
- 18 февраля — Фёдор Асеев — Герой Советского Союза.
- 18 февраля — Сергей Панков (52) — Советский военный деятель.
- 20 февраля:
  - Вулли, Леонард (79) — английский археолог.
  - Пётр Редченков (55) — Герой Советского Союза.
- 22 февраля — Иван Паторжинский (63) — советский украинский оперный певец.
- 24 февраля — Кира Андроникашвили (51) — советская актриса и режиссёр кино.
- 25 февраля — Владислава Луцевич (68) — жена белорусского поэта Янки Купалы, первый директор его музея, заслуженный деятель культуры Белорусской ССР.
- 25 февраля — Никандр (Викторов) (68) — епископ Русской православной церкви, архиепископ Ростовский и Новочеркасский.

## Март
- 2 марта — Тамара Габбе (56) — русская советская писательница, переводчица, фольклористка, драматург, редактор и литературовед.
- 3 марта — Асланби Ахохов (68) — советский государственный и партийный деятель, председатель СМ Кабардино-Балкарской АССР.
- 3 марта — Иван Граве (85) — русский основатель отечественной школы баллистики.
- 4 марта — Роман Одноочко — старший сержант Рабоче-крестьянской Красной Армии, участник Великой Отечественной войны, полный кавалер ордена Славы, лишён всех званий и наград.
- 4 марта — Александр Шульгин — украинский политический деятель, историк и социолог.
- 6 марта — Фёдор Дубковецкий (65) — один из зачинателей колхозного движения на Украине, председатель колхоза «Здобуток Жовтня» Тальновского района Черкасской области.
- 9 марта — Игорь Ерохин — известный советский альпинист.
- 11 марта — Иван Фролов (42) — Герой Советского Союза.
- 12 марта — Семён Богданов (65) — советский военный деятель, Маршал бронетанковых войск, дважды Герой Советского Союза.
- 18 марта — Алексей Терешков (67) — Герой Советского Союза.
- 19 марта — Рудольф Деман (79) — немецкий скрипач, музыкальный педагог.
- 24 марта — Пётр Пилютов (53) — Герой Советского Союза.
- 25 марта — Евгений Чистяков (40) — Герой Советского Союза.
- 27 марта — Григорий Яковлев (46) — участник Великой Отечественной войны, полный кавалер ордена Славы.
- 29 марта — Всеволод Аксёнов (57) — мастер художественного слова, драматический артист, лауреат Сталинской премии первой степени (1948).
- 30 марта — Григорий Гребнев (58) — советский писатель, автор научно-фантастических и приключенческих произведений.

## Апрель
- 2 апреля — Мукан Тулебаев (47) — казахский композитор и общественный деятель, народный артист СССР.
- 8 апреля — Мария Малыш-Федорец (75) — украинская актриса театра.
- 10 апреля — Артур Бенджамин (66) — австралийский композитор, педагог и пианист.
- 10 апреля — Андре Бертомьё (57) — французский кинорежиссёр.
- 16 апреля — Станислав Дорожинский (80) — капитан 2-го ранга, первый российский военно-морской лётчик и гидроавиатор.
- 18 апреля — Вениамин Русов (43) — Герой Советского Союза.
- 19 апреля — Вера Исаева — русский советский скульптор.
- 20 апреля — Сергей Брюхоненко (69) — русский советский физиолог, доктор медицинских наук, создавший первый в мире аппарат искусственного кровообращения (автожектор)[1].
- 21 апреля — Анталь Салаи (48) — венгерский футболист, игравший на позиции полузащитника.
- 22 апреля — Людвиг Д’Аге (96) — австралийский дирижёр и скрипач австрийского происхождения.
- 24 апреля — Николай Титов (53) — русский советский поэт.
- 25 апреля — Мариан Врубель (53) — польский шахматист и шахматный композитор.
- 25 апреля — Михаил Снегов (63) — советский военачальник, генерал-майор.
- 27 апреля — Филипп Козицкий (66) — советский композитор, музыковед.
- 27 апреля — Владимир Митряев (36) — Герой Советского Союза.
- 27 апреля — Джон Эрскин (87) — новозеландский и австралийский ученый-физик, инженер и шахматист.
- 28 апреля — Эмиль Галь (61) — советский актёр.
- 28 апреля — Илья Кузин (40) — Герой Советского Союза.
- 28 апреля — Сергей Сикорский (52) — Герой Советского Союза.
- 28 апреля — Николай Шалимов (34) — Герой Советского Союза.
- 29 апреля — Колин Гам (35) — австралийский астроном, известный благодаря исследованиям эмиссионных туманностей и галактического радиоизлучения.

## Май
- 3 мая — Маса Ниеми (45) — финский актёр, музыкант и юморист.
- 3 мая — Степан Писахов (80) — русский художник, писатель, этнограф, сказочник, преподаватель живописи.
- 3 мая — Пётр Шляхтуров (49) — Герой Советского Союза.
- 4 мая — Джума Караев (50) — советский партийный деятель.
- 6 мая — Василий Дербинов (54) — советский государственный и партийный деятель, 1-й секретарь Вологодского областного комитета ВКП(б) (1945—1952).
- 10 мая — Юрий Олеша (61) — русский советский писатель-прозаик, сатирик, поэт, драматург.
- 12 мая — Михаил Гетьман (47) — Полный кавалер Ордена Славы.
- 13 мая — Харри Шелл (38) — американский автогонщик, пилот Формулы-1; погиб на тренировке.
- 15 мая — Михаил Конкин (44) — Герой Советского Союза.
- 16 мая — Игорь Грабарь (89) — русский и советский художник, искусствовед, просветитель, музейный деятель.
- 16 мая — Кирилл Осьмак (70) — украинский политик, деятель ОУН.
- 17 мая — Жюль Сюпервьель (76) — французский поэт, прозаик, драматург.
- 21 мая — Юрий Рерих (57) — выдающийся русский востоковед, лингвист, искусствовед, этнограф, путешественник, специалист по языку и культуре Тибета.
- 22 мая — Леонид Грищук — украинский советский партийный и военный деятель.
- 24 мая — Авраам Арнон — израильский педагог.
- 25 мая — Кэмпбелл Диксон (64) — австралийский и британский журналист, публицист и драматург.
- 26 мая — Вениамин Лезин (37) — Герой Советского Союза.
- 27 мая — Михаил Афанасьев (46) — Герой Советского Союза.
- 30 мая — Борис Пастернак (70) — выдающийся русский поэт и писатель, второй российский лауреат Нобелевской премии по литературе (1958); рак лёгких.

## Июнь
- 4 июня — Сергей Большаков (41) — капитан Рабоче-крестьянской Красной Армии, участник Великой Отечественной войны, Герой Советского Союза.
- 6 июня — Мирон Вовси (63) — советский терапевт, профессор.
- 6 июня — Стефан (Проценко) (70) — епископ Русской православной церкви, митрополит Харьковский и Богодуховский.
- 9 июня — Семён Лавочкин (59) — советский авиационный конструктор, генерал-майор инженерно-авиационной службы.
- 12 июня — Яков Мельников (64) — российский и советский конькобежец, заслуженный мастер спорта СССР.
- 13 июня — Макс Зингер (61) — советский писатель-маринист, журналист, путешественник.
- 15 июня — Пётр Коваленко (46) — Участник Великой Отечественной войны. Герой Советского Союза.
- 16 июня — Павел Гурьянов (41) — Участник Великой Отечественной войны. Герой Советского Союза.
- 18 июня — Николай Лызенко (41) — Участник Великой Отечественной войны. Герой Советского Союза.
- 19 июня — Сергей Приходько (35) — советский военный. Участник Великой Отечественной войны. Герой Советского Союза.
- 23 июня — Степан Дука — украинский селекционер, лауреат Сталинской премии 1952 года, кавалер двух орденов Трудового Красного Знамени.
- 23 июня — Лев Фридланд (71) — советский врач-венеролог, писатель и популяризатор медицинских знаний.
- 24 июня — Фёдор Глинин (38) — Герой Советского Союза.
- 25 июня — Вальтер Бааде (67) — немецкий астроном и астрофизик.
- 25 июня — Гаврил Ивлев (51) — Герой Советского Союза.
- 25 июня — Рентул-Аутуэйт, Айда (72) — австралийская художница.
- 25 июня — Отто Эндер (84) — федеральный канцлер Австрии (1930—1931)
- 27 июня — Алексей Вильдиманов — красноармеец Рабоче-крестьянской Красной Армии, участник Великой Отечественной войны, Герой Советского Союза.
- 27 июня — Лотти Дод (88) — британская спортсменка, одна из наиболее универсальных в истории.
- 27 июня — Гарри Поллит (69) — видный английский общественный деятель и политик.
- 29 июня — Николай Герасимов (48) — Герой Советского Союза.
- 29 июня — Иван Кудрин (80) — священнослужитель Иркутско-Амурской и всего Дальнего Востока епархии Русской православной старообрядческой церкви, протоиерей.

## Июль
- 3 июля — Николай Аверченко (37) — участник Великой Отечественной войны, Герой Советского Союза.
- 3 июля — Евгений Иванов (39) — советский актёр театра и кино, участник Советско-финляндской и Великой Отечественной войны.
- 5 июля — Николай Колчев (37) — участник Великой Отечественной войны, Герой Советского Союза.
- 9 июля — Шихбала Алиев (50) — азербайджанский химик.
- 11 июля — Александр Асланов (85) — дирижёр, композитор.
- 11 июля — Максим Вавилов (56) — советский генерал-лейтенант.
- 11 июля — Александр Сарыгин (39) — участник Великой Отечественной войны, Герой Советского Союза.
- 14 июля — Элис Мэнфилд — австралийская женщина — горный проводник, натуралист и фотограф, сооснователь национального парка Маунт-Буффало.
- 15 июля — Рихард Каудер (59) — агент германской военной разведки, руководитель «Бюро Клатта» (dienststelle Klatt) в Софии.
- 16 июля — Альберт Кессельринг (74) — генерал-фельдмаршал люфтваффе.
- 21 июля — Эл Хоффман (57) — американский композитор и поэт-песенник.
- 22 июля — Иван Гвай (54) — советский конструктор установок для ракетного оружия, инженер-полковник инженерно-артиллерийской службы.
- 22 июля — Пётр Зыков (70) — генерал-майор Советской Армии.
- 27 июля — Этель Лилиан Войнич (96) — британская писательница и композитор, автор романа «Овод».
- 28 июля — Арнольд Альшванг (61) — украинско-российский музыковед.
- 28 июля — Константинас Яблонскис (67) — советский и литовский историк.
- 30 июля — Уолтер Линдрум (61) — выдающийся австралийский профессиональный игрок в английский бильярд.
- 30 июля — Василий Яковлев (34) — участник Великой Отечественной войны, Герой Советского Союза.

## Август
- 2 августа — Илья Механников (50) — советский хозяйственный, государственный и политический деятель.
- 4 августа — Сергей Иванов (80) — российский и советский ботаник, биохимик, физиолог растений, декан агрономического факультета Волгоградского госсельхозинститута (1944—1946).
- 6 августа — Дмитрий Дударев (69) — украинский советский актёр.
- 7 августа — Алексей Бодюх (40) — советский государственный и партийный деятель, председатель Исполнительного комитета Черновицкого областного Совета (1956—1960).
- 15 августа — Павел Брякин — Герой Советского Союза.
- 15 августа — Арчил Эбралидзе (52) — советский шахматист, мастер спорта СССР.
- 17 августа — Борис Коваленко — известный советский экскаваторщик.
- 19 августа — Юлий Лянда (68) — специалист в области военной ветеринарии, начальник ветеринарного отдела Ленинградского военного округа, генерал-лейтенант ветеринарной службы.
- 22 августа — Эдуард Пютсеп (61) — российский и эстонский борец греко-римского стиля.
- 25 августа — Фазиль Карибжанов (48) — советский партийный деятель, Председатель Президиума Верховного Совета Казахской ССР, член Бюро ЦК Компартии Казахстана.
- 27 августа — Авраам Мельников (68) — израильский художник и скульптор.
- 29 августа — Вики Баум (72) — австрийская писательница.
- 30 августа — Аполлон Кузнецов (68) — советский военно-морской деятель, контр-адмирал.

## Сентябрь
- 4 сентября — Григорий Заика (50) — подполковник Советской Армии, участник Великой Отечественной войны, Герой Советского Союза
- 5 сентября — Иосиф Трахтенберг (77) — экономист, специалист в области денежного обращения и кредита, теории и истории экономических кризисов в капиталистических странах.
- 7 сентября — Тео Бухвальд (57) — австрийский и перуанский дирижёр.
- 7 сентября — Михаил Горский (55) — участник Великой Отечественной войны, Герой Советского Союза
- 7 сентября — Вильгельм Пик (84) — социал-демократический, позже коммунистический политик ГДР, 1-й президент ГДР (с октября 1949).
- 19 сентября — Захария Глоска — израильский политик, депутат кнессета от партии Ассоциация Йеменских евреев.
- 19 сентября — Иван Грен (61) — советский учёный в области морской артиллерии, вице-адмирал.
- 20 сентября — Ида Рубинштейн (76) — российская танцовщица и актриса.
- 21 сентября — Самуил Галкин (62) — известный еврейский поэт, драматург и переводчик.
- 22 сентября — Армен Гулакян (60) — армянский советский режиссёр, актер, драматург и театральный деятель. Народный артист Армянской ССР.
- 22 сентября — Мелани Кляйн (78) — британский психоаналитик.
- 22 сентября — Алексей Ларионов (53) — первый секретарь Ярославского, затем Рязанского обкома КПСС (1948—1960), автор аферы, известной как «рязанское чудо»; покончил с собой.
- 23 сентября — Александр Стеблёв (42) — участник Великой Отечественной войны, Герой Советского Союза/

## Октябрь
- 1 октября — Виктор Сорока-Росинский (77) — российский и советский педагог.
- 1 октября — Иван Цымбалист (48) — участник Великой Отечественной войны, Герой Советского Союза.
- 4 октября — Деонисий Наруцкий (55) — полковник Советской Армии, участник Великой Отечественной войны, Герой Советского Союза.
- 6 октября — Пётр Попов (93) — Донской атаман, Генерального штаба генерал от кавалерии.
- 6 октября — Георгий Щуко (55) — русский советский архитектор.
- 8 октября — Генри Лэмб (77) — английский художник австралийского происхождения.
- 8 октября — Фёдор Селин (61) — российский и советский футболист, полузащитник. Заслуженный мастер спорта СССР.
- 14 октября — Абрам Иоффе (79) — выдающийся российский и советский физик, организатор науки, академик (1920), вице-президент АН СССР (1942—1945).
- 14 октября — Прокопий Шанаурин (41) — участник Великой Отечественной войны, Герой Советского Союза.
- 15 октября — Василий Литвиненко (60) — Дважды Герой Социалистического Труда.
- 20 октября — Виктор Типот (67) — русский советский театральный деятель, драматург, режиссёр, публицист, писатель.
- 21 октября — Виктор Волошинов (55) — советский композитор и музыкальный педагог.
- 22 октября — Михаил Аржанов (58) — российский советский юрист. Доктор юридических наук.
- 22 октября — Владимир Грибков (58) — советский актер, заслуженный артист РСФСР.
- 22 октября — Николай Кошелев (61) — Герой Советского Союза.
- 24 октября — Фадей Борискин (52) — Полный кавалер Ордена Славы.
- 24 октября — Митрофан Неделин (57) — советский военачальник, Главный маршал артиллерии (8 мая 1959), Герой Советского Союза (1945).
- 24 октября — Борис Коноплёв — Начальник и Главный конструктор ОКБ-692.
- 24 октября — Евгений Осташев (36) — испытатель ракетных и ракетно-космических комплексов.
- 24 октября — Георгий Фирсов — заместитель Главного конструктора по испытаниям ОКБ № 456.
- 26 октября — Семён Шульга (48) — Герой Советского Союза.
- 30 октября — Семен Дукельский (68) — советский государственный деятель, нарком морского флота СССР.
- 30 октября — Хилл, Альфред (90) — австралийский и новозеландский композитор и дирижёр.

## Ноябрь
- 4 ноября — Анна Присманова (68) — русская поэтесса первой волны эмиграции.
- 4 ноября — Иван Спирин (62) — авиационный штурман. Первый Герой Советского Союза среди коломенцев.
- 5 ноября — Эрих Нойманн (55) — психолог, писатель.
- 6 ноября — Эрих Редер (84) — немецкий гросс-адмирал.
- 8 ноября — Александр Васильченко (48) — участник Великой Отечественной войны, Герой Советского Союза.
- 8 ноября — Михаил Жуков (59) — советский дирижёр, композитор.
- 10 ноября — Ганс Леберехт (49) — эстонский советский писатель.
- 11 ноября — Николай Зубов (75) — русский и советский морской офицер, инженер-контр-адмирал, океанолог, полярный исследователь, профессор.
- 11 ноября — Григорий Пукст (59) — белорусский советский композитор, Заслуженный деятель искусств Белорусской ССР.
- 14 ноября — Константин Бабыкин (80) — архитектор начала и середины XX века в Екатеринбурге, основатель архитектурного образования в городе.
- 16 ноября — Кларк Гейбл (59) — знаменитый голливудский актёр, кинозвезда 30-х—40-х годов, лауреат премии «Оскар» (1935).
- 16 ноября — Эмиль Купер (82) — русский дирижёр, с 1922 года работавший за границей.
- 17 ноября — Александр Баринов 762) — советский военный деятель, комдив.
- 18 ноября — Пётр Кононыхин — участник Великой Отечественной войны, Герой Советского Союза.
- 19 ноября — Дмитрий Голосов (57) — участник Великой Отечественной войны, Герой Советского Союза.
- 21 ноября — Артур Блэкбёрн (67) — австралийский военный и государственный деятель, бригадир Армии Австралии.
- 23 ноября — Григорий Крамарчук (40) — майор Советской Армии, участник Великой Отечественной войны, Герой Советского Союза.
- 24 ноября — Владимир Касьянов (77) — русский советский актёр, сценарист, кинорежиссёр.
- 26 ноября — Ока Городовиков (81) — советский кавалерист, генерал-полковник. Герой Советского Союза.
- 27 ноября — Дмитрий Ефремов (60) — советский политический деятель, министр электропромышленности СССР (1951—1953).
- 28 ноября — Николай Симоненков (38) — участник Великой Отечественной войны, Герой Советского Союза.
- 30 ноября — Ваграм Гайфеджян (81) — армянский художник.
- 30 ноября — Георгий Костылёв (47) — участник Великой Отечественной войны, Герой Советского Союза.

## Декабрь
- 1 декабря — Кадир Тюрякулов — советский государственный деятель, промышленник, экономист.
- 4 декабря — Иван Щербаков (44) — участник Великой Отечественной войны, Герой Советского Союза.
- 6 декабря — Тарас Горобец (59) — участник Великой Отечественной войны, Герой Советского Союза.
- 11 декабря — Сергей Руднев (48) — подполковник Советской Армии, участник Великой Отечественной войны, Герой Советского Союза.
- 17 декабря — Григорий Чигрин (44) — участник Великой Отечественной войны, Герой Советского Союза.
- 18 декабря — Зеэв Рехтер (61) — один из ведущих израильских архитекторов середины XX века.
- 19 декабря — Николай Шкулипа (36) — участник Великой Отечественной войны, Герой Советского Союза.
- 29 декабря — Карл Альтман (56) — австрийский политический деятель, член Коммунистической партии Австрии.
- 30 декабря — Эрнест Упит-Бирзниек (89) — латышский писатель. Народный писатель Латвийской ССР.
- 31 декабря — Семён Богатырёв (70) — советский музыковед и композитор.